# Bahá'í-symboler
Den officiella symbolen för Bahá'í-tron är den femuddiga stjärnan, som nämns av Shoghi Effendi:
| ” | Strängt taget är den femuddiga stjärnan symbolen för vår tro, som används av Báb och förklaras av honom | „ |

-Shoghi Effendi 
Det finns också tre andra symboler som används: den niouddiga stjärnan, symbolen av en ring och kalligrafin av det Största Namnet.

## Haykal (tempel)
| Oidentifierade brev i Bábs handstil. |  | Oidentifierade brev i Bábs handstil. |
| Oidentifierade brev i Bábs handstil. |  |                                      |

Haykal (arabiska för "tempel"), är en femuddig stjärna, fastställd av Báb. Han skrev många brev, böner och annat i form av en stjärna. Stjärnan representerar kroppen av Gudsmanifestationen, såsom det beskrivs i Súriy-i-Haykal, och används på detta sätt även i symbolen av ringen.

## Bahá'
Symbolerna i Bahá'í-tron får sin betydelse från det arabiska ordet Bahá' (بهاء), som ordagrant översatt betyder "ära", "strålglans", eller "prakt", men som i Sverige oftast översätts till "härlighet" eller något ord som har med ljus att göra, eftersom "ära" eller "prakt" är ord som inte ger några religiösa associationer på svenska språket (på engelska "glory"). Ordet är samtidigt ett av Guds många namn. Bahá är en rot som används i många namn och fraser:
1. Bahá'í  = De som följer Bahá (dvs. religionen Bahá'í). Bahá kan vara både ett substantiv och ett adjektiv – (himmelsk) prakt/praktfull, fulländning/fulländad, behagfullhet/behagfull, härlighet/härlig, återsken/skinande, klarhet/klar, ädelboren/ädelboren, ädelhet/ädel.
2. Bahá'u'lláh – här knyts bahá till Alláh (Gud), dvs Guds prakt/Praktfull är Gud , Guds ädelborne/Ädelboren är Gud osv enligt ovanstående.
3. 'Abdu'l-Bahá – denna titel som Abbas Effendi gavs länkar abdúl /tjänare till bahá, vilket (om man som man borde använde ett al- i början för att markera bestämd form) helt enkelt betyder Praktens tjänare, Härlighetens tjänare, (den himmelska) Fulländningens tjänare
4. Yá Bahá'u'l-Abhá – O, klaraste Klarhet, O, härligaste Härlighet, etc.
5. Alláh-u-Abhá - Alláh är det arabiska ordet för Gud, bokstaven "u" står här för ungefär "av" och "abhá" är superlativformen av adjektivet "bahá"  = ungefär "Gud, Klaraste/Klarast är Gud", "Gud, Praktfullaste/Mest Praktfull är Gud", "Gud, mest ädelborne/Mest Ädelboren är Gud", etc.

Jämför gärna hur ordet Bahá har översatts till andra språk än svenskan.
Vid sidan av dagliga böner, uppmuntras bahá'íer att upprepa frasen Alláh-u-Abhá - Gud - Skönaste ljus - Klaraste härlighet 95 gånger i en form av meditation, om den troende själv vill det med hjälp av radband med 5 x 19 pärlor.

## Den niouddiga stjärnan

Bahá'í-stjärna.

Den vanligaste symbolen är den niouddiga stjärnan. Ingen speciell design är mer önskvärd än någon annan, så länge stjärnan har nio spetsar. Stjärnan är inte en del av undervisningen i Bahá'í-tron, utan används som ett emblem, representerande siffran "9" på grund av sammanslutningen av nummer nio med perfektion, enighet och Bahá'.
Arabiskan tillämpar ett numerologiskt system som fäster numeriska värden till bokstäver och ord. Det numeriska värdet av Bahá' är 9.
Talet 9 kommer också upp ett antal gånger i Bahá'ís historia och lära.

## Ringen

Ring-symbolen.

Designad av 'Abdu'l-Bahá är ringen, som namnet antyder, den vanligaste symbolen på ringar som bärs av bahá'íer, men den används också på halsband, bokomslag och målningar. Den består av två stjärnor (haykal) varvade med en designad Bahá'-symbol. Den nedre raden sägs representera mänskligheten, den övre raden Gud och den mellersta raden Gudsmanifestationens särskilda ställning. Den vertikala linjen är den Högsta Viljan eller den Helige Ande som kommer från Gud och genom manifestationerna till mänskligheten.

## Det Största Namnet

Det Största Namnet. Kalligrafi ursprungligen upprättad under 1860-talet av Bahá'u'lláhs 15:e apostel Áqá Husayn-í-Isfahání med smeknamnet Mishkín-Qalam (ungefär "Den myskparfymerade svarta bläckstrålen".

Det Största Namnet är en kalligrafi av det största av Guds namn; en arabisk kalligrafisk version av "Yá Bahá'u'l-Abhá" (يا بهاء الأبهى), som brukar översättas med "O Du, Allhärligaste Härlighet!" eller "Du, Ljus av Det största ljuset" (till engelska officiellt översatt till "O Thou Glory of the Most Glorious" av Shoghi Effendi, bahá'í-trons överhuvud. Det symboliserar även gudsmanifestationen Bahá'u'lláh när denne inte i första hand är en människa, utan uppenbararen som helt tagits i besittning av gudomen, ett "vi" med Gud och även med alla tidigare och alla kommande gudsmanifestationer.
Den kalligrafiska symbolen för Yá Bahá'u'l-Abhá skapades under 1860-talet av Bahá'u'lláhs 15:e apostel Áqá Husayn-í-Isfahání, kallad Mishkín-Qalam när denne efter många vedermödor tagit sig från Iran till Bahá'u'lláh, när denne befann sig i husarrest i Adrianopel (Edirne, en stad i Thrakien i den europeiska delen av Turkiet) – dvs så långt ifrån anhängarna i Iran och Bagdad som de iranska och osmanska myndigheterna kunde flytta Bahá'u'lláh och andra ledande representanter för den nya tron. Áqá Husayn från Isfáhán var sedan 1850-talet Irans främste kalligrafimästare, och det arabiska smeknamnet Mishkín-Qalam  betyder ungefär "Den myskparfymerade svarta bläckstrålen").
Den båtliknande formen har ibland liknats vid en ark, som i Noas ark eller Förbundsarken. När den kalligrafiska symbolen konstruerades hade de bábíer som var anhängare till Bahá'u'lláhs utpräglade fredsbudskap och framtidssyn börjat kallas för bahá'íer, och arken var en symbol för den nya världsordning med de nya myndigheter och organ som bahá'íerna måste bygga för att rädda mänskligheten och civilisationen från det totala sammanbrott som mänskligheten förr eller senare skulle orsaka. Bahá'u'lláh instiftar dessutom ett förbund mellan Gud och de troende, där 'Abdu'l-Bahá utgör förbundets medelpunkt.